# Petrani, Bihor
Petrani (în maghiară Pontoskő) este un sat în comuna Pocola din județul Bihor, Crișana, România.

## Istoric
Prima atestare documentară a localității datează din anul 1552, când apare sub numele de „Ponthuselew” ca proprietate episcopală, în conscrierea preoților comitatului Bihor. În 1698 apare din nou menționată în registrul de dijmă, împreună cu alte localități. Locuitorii dădeau dijmă din grâu, pabulus, miei și iezi și plăteau bani creștinătății.
Între 1710-1712, localitatea este cunoscută sub numele de Petrany- Vallany având doar două familii G. Vanko și S. Szillagy. În 1719 numărul capilor de familie ajunge la 8, având jude pe Petru Racz. În 1733, se precizează că de fapt Petrani-Vălani sunt două localități constituite sub un singur jude, primar Ardelany Tripa. În 1778 se face mențiunea că cei 38 de iobagi erau obligați la 345 de zile de muncă. Comunitatea ortodoxă din Petrani apare menționată pentru prima dată în anul 1779, ca o comunitate compactă. In 1781 localitatea ajunge în posesia episcopiei unite, având 90 de familii, care în 1784 plăteau episcopiei 191 de florini, în 1790, 281 de florini, în 1792, 368 de florini, daniile crescând de la an la an. Printre cei care au participat în primul război mondial se numără și cei din Petrani, câțiva dintre ei participând la 1 decembrie 1918 la Alba- Iulia la Marea Unire.

## Geografie
Coordonatele geografice:
46.69100560(Lat.), 22.26581030(Lon.)

## Personalități
- Ioan Selejan (n. 1951), Arhiepiscopul Timișoarei și mitropolitul Banatului din 2014,fost episcop al Covasnei și Harghita 1994-2014.